# Râul Negru, Olt
Râul Negru (în limba maghiară Feketeügy) este un curs de apă, afluent al râului Olt. 

## Generalități

### Afluenți
Râul Negru (Olt) are 16 afluenți de stanga, Pârâul Mare, Brețcu, Stânca Uriașului, Capolna, Ojdula, Pârâul Racilor, Ghelința, Borviz, Zăbala, Fundul Pârâului, Covasna, Pârâul Beldii, Lisnău, Pârâul Satului, Tărlung și zece afluenți de dreapta, Lemnia, Estelnic, Cașin, Valea Mare, Cernat, Fundul Pârâului, Dalnic, Pădureni, Reci, Angheluș.

### Localități străbătute
Râul Negru (Olt) trece prin următoarele localități din județul Covasna: Lemnia, Lunga, Catalina, Hătuica, Surcea, Telechia, Bita, Reci, Sântionlunca, Ozun, Lunca Ozunului, Băcel, respectiv prin Lunca Câlnicului din Brașov.

## Hărți
- Harta Județului Brașov
- Harta Județului Covasna
- Harta Munților Nemira  Arhivat în 14 aprilie 2010, la Wayback Machine.